# Usť-ilimská přehradní nádrž
Usť-ilimská přehradní nádrž (rusky Усть-Илимское водохранилище) je přehradní nádrž na území Irkutské oblasti v Rusku. Má rozlohu 1873 km². Je 269 km dlouhá po toku Angary a 299 km dlouhá po toku Ilimu a maximálně 12 km široká. Průměrná hloubka je 32 m a maximální 91 m. Má objem 59,4 km³.

## Vodní režim
Nádrž na řece Angara za přehradní hrází Usť-ilimské vodní elektrárny se začala naplňovat v roce 1974. Úroveň hladiny kolísá v rozsahu 1,5 m. Reguluje sezónní kolísání průtoku.

## Využití
Slouží k rozvoji energetiky, vodní dopravy a splavování dřeva.